# 小串俊寿
小串 俊寿（おぐし としひさ、昭和34年（1959年） - ）は、日本のサクソフォーン奏者。東京音楽大学教授、昭和音楽大学客員教授。東京シンフォニエッタメンバー。山形県鶴岡市出身。

## 略歴
- 1959年 - 山形県鶴岡市に生まれる。
- 1975年 - 鶴岡市立鶴岡第一中学校卒業。
- 1978年 - 山形県立山形北高等学校音楽科卒業。
- 1982年 - 東京芸術大学を卒業し、パリに留学。
- 1984年 - パリ国立高等音楽院を1等賞で卒業。

## 著作物

### CDアルバム
- 『SUPER SAXOPHONE With SUPER BAND』 Vol.1
- 『SUPER SAXOPHONE With SUPER BAND』 Vol.2
- 『HAPPY SAX CARNIVAL』
- 『HAPPY SAX PARADISE』
- 『小串バラッド』

### 著書
- 『サックスを吹こう』 中央アート出版
- 『サクソフォーンスケールレッスン』 1996 オンキョウパブリッシュ ISBN 4-87225-739-1
- 『いちばんやさしいサクソフォーンレッスン』 1999 オンキョウパブリッシュ ISBN 4-87225-720-0
- 『超入門サクソフォーンレッスンブック』 2006 オンキョウパブリッシュ ISBN 4-87225-017-6

### 監修書
- 『ハッピー・サックス！』 2002 音楽之友社 ISBN 4-276-72551-8